# Vrouw in de Media Award
De Vrouw in de Media Award is een Nederlandse prijs. De organisatoren van de prijs willen vrouwelijke experts en rolmodellen aanmoedigen om zichtbaar te zijn in de media. Ook willen zij redacties stimuleren om vrouwen vaker een podium te bieden.
De prijs is een initiatief van Marga Miltenburg van sprekersbureau ZijSpreekt en Janneke van Heugten van expertdatabase Vaker in de Media (voorheen Vrouwen in de Media). Journalisten en publiek kunnen vrouwen voor de award nomineren. Om in aanmerking te komen voor de prijs, moet een kandidaat een opvallende aanwezigheid in de landelijke media hebben. In 2018 had de prijs de vorm van een beeld gemaakt door Ellen Buchwaldt. Vanwege het tienjarig bestaan van de Award werd de prijs over 2018 uitgereikt door minister Ingrid van Engelshoven.
Naast de Vrouw in de Media Award wordt sinds 2013 een aanmoedigingsprijs uitgereikt met de naam You Go Girl aan een vrouwelijke deskundige die zichtbaar is geweest in de media. Er worden ook awards uitgereikt voor de Regionale vrouw in de media, in elk van de twaalf Nederlandse provincies. Voor zowel You Go Girl als de Regionale vrouw kunnen vrouwen worden aangedragen vanuit het publiek.

## Prijswinnaars
| Jaar | Vrouw in de media Award | You Go girl         |
| ---- | ----------------------- | ------------------- |
| 2009 | Neelie Kroes            | -                   |
| 2010 | Femke Halsema           | -                   |
| 2011 | Petra Stienen           | -                   |
| 2012 | Tineke Ceelen           | -                   |
| 2013 | Anky van Grunsven       | Jente de Vries      |
| 2014 | Wanda de Kanter         | Ilhaam Awees        |
| 2015 | Wanda de Kanter         | Maria Genova        |
| 2016 | Dafne Schippers         | Anita de Wit        |
| 2017 | Annemarie Heite         | Carlijn Willemstijn |
| 2018 | Janneke Wittekoek       | Annemarie van Geel  |
| 2019 | Iva Bicanic             |                     |
| 2020 | Marieke Blom            |                     |
| 2021 | Joyce Sylvester         | Eva Eikhout         |
| 2022 | Mirjam Kaijer           | Chanel Matil Lodik  |